# Bugi (langue)
Cet article concerne la langue bugi. Pour le peuple bugis, voir Bugis.
Pour les articles homonymes, voir Bugi.
Le bugi ou bouguinais est une langue austronésienne parlée par les Bugis, dans le sud de la province indonésienne de Sulawesi du Sud (à Célèbes).

## Classification
Le bugi appartient au sous-groupe des langues sulawesi du Sud. Celles-ci constituent un des groupes du malayo-polynésien occidental.

## Phonologie
Les tableaux présentent la phonologie du bugis, les voyelles et les consonnes.

### Voyelles
|         | Antérieure | Centrale | Postérieure |
| ------- | ---------- | -------- | ----------- |
| Fermée  | i [i]      |          | u [u]       |
| Moyenne | e [e]      | ə [ə]    | o [o]       |
| Ouverte |            | a [a]    |             |

### Consonnes
|              |              | Bilabiales | Dentales | Dorsales | Dorsales | Glottales |
| ------------ | ------------ | ---------- | -------- | -------- | -------- | --------- |
| Palatales    | Vélaires     | Bilabiales | Dentales |          |          | Glottales |
| Occlusives   | Sourde       | p [p]      | t [t]    | c [c]    | k [k]    | ’ [ʔ]     |
| Occlusives   | Sonore       | b [b]      | d [d]    | j [ɟ]    | g [g]    |           |
| Fricative    | Fricative    |            | s [s]    |          |          |           |
| Nasale       | Nasale       | m [m]      | n [n]    | ny [ɲ]   | ng [ŋ]   |           |
| liquide      | liquide      |            | l [l]    |          |          |           |
| roulée       | roulée       |            | r [r]    |          |          |           |
| Semi-voyelle | Semi-voyelle | w [w]      |          | y [j]    |          |           |

## Écriture
Le bugi possède sa propre écriture, appelée écriture lontara et en bugis, húrupa’ sulápa’ ə́ppa’, écriture carrée. Cet alphasyllabaire est aussi utilisé par le makassar et le mandar.

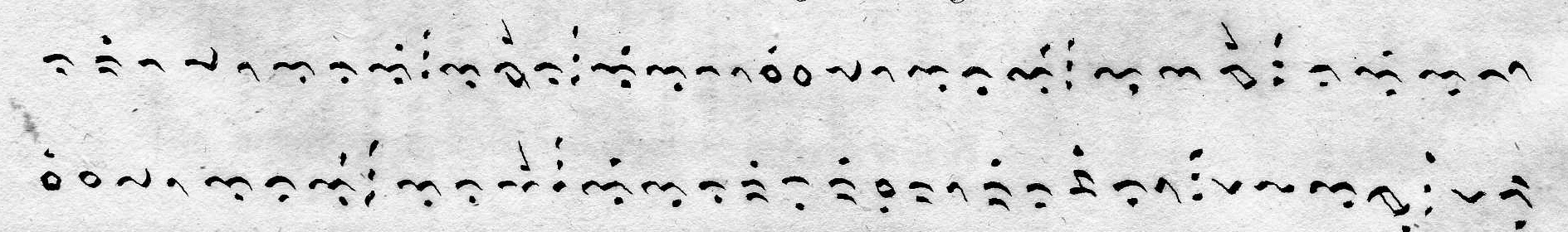
Écriture bugis